# Bernardo Francés y Caballero
Bernardo Francés y Caballero o Bernat Francès i Caballero (Madrid, 14 d'octubre 1774 — Bordeus, 23 de desembre 1843) fou un sacerdot, bisbe d'Urgell i arquebisbe de Saragossa.
El 21 de setembre 1817 fou consagrat Bisbe d'Urgell. El 1820 es mostrà contrari a acatar el règim constitucional i s'exilià a França. El 1821 s'hi adherí a la nova Regència d'Urgell i cedí una part del palau episcopal. També cooperà econòmicament en la fortificació de la Seu d'Urgell.
En 1823, en ésser restablert l'absolutisme, realitzà els seus escrits anti-liberals i, el 1824, fou recompensat amb la seu arquebisbal de Saragossa. El 1835 esclatà un motí que l'obligà a fugir a Bordeus, on morí anys més tard en l'exili.
És enterrat en la capella de Sant Brauli del Pilar de Saragossa, on foren traslladades les seves despulles anys després.
Va ser acadèmic benemèrit de la Reial Acadèmia de Nobles i Belles Arts de Sant Lluís.